# Edwin Richards
Edwin William Gryffydd Richards (15. december 1879 – 10. december 1930) var en walisisk hockeyspiller som deltog i OL 1908 i London.
Richards vandt en bronzemedalje i hockey under OL 1908 i London. Han var med på det walisiske hold som kom på en delt tredjeplads i hockeyturneringen.